# Helmut Kremers
Helmut Kremers (født 24. marts 1949 i Frankfurt, Tyskland) er en tidligere tysk fodboldspiller, der som back på det vesttyske landshold var med til at vinde guld ved VM i 1974 på hjemmebane. Han var på klubplan blandt andet tilknyttet Borussia Mönchengladbach, Kickers Offenbach og Schalke 04. 
Kremers er tvillingebror til en anden tidligere tysk landsholdsspiller, Erwin Kremers.